# Megaglena
Megaglena is een geslacht van haften (Ephemeroptera) uit de familie Leptophlebiidae.

## Soorten
Het geslacht Megaglena omvat de volgende soorten:
- Megaglena brincki